# Émancé
Émancé es una comuna francesa situada en el departamento de Yvelines, en la región de Isla de Francia.

## Demografía
| 264 | 515 | 560 | 556 | 667 | 738 | 881 |
| Para los censos de 1962 a 1999 la población legal corresponde a la población sin duplicidades (Fuente: INSEE [Consultar]) |     |     |     |     |     |     |